# Переписка Ивана Грозного и Елизаветы I
Переписка Ивана Грозного и Елизаветы I — одиннадцать посланий русского царя Ивана Грозного английской королеве Елизавете I, написанные в период начиная с 1562 года и до смерти царя в 1584 году. Переписка прерывалась в 1570—1582 годы, но затем была возобновлена. Елизавета I была единственной женщиной, в переписке с которой состоял русский царь.

## Письмо 1570 года
Наиболее известно письмо царя, написанное 24 октября 1570 года. В XVI веке Россию и Англию связывали дипломатические отношения (установлены в 1553 году) и торговые (царской грамотой 1554 года была установлена беспошлинная торговля). Сложностями в этих отношениях и было вызвано это письмо царя. В нём, кроме торговых проблем («английские купцы начали совершать над нашими купцами многие беззакония и свои товары начали продавать по столь дорогой цене, какой они не стоят»), неоднократно упоминаются некие «тайные дела великого значения», которые Иван Грозный передал ранее устно Елизавете через её посланника Дженкинсона (в послании — Антон Янкин). Под этим тайным делом понимают обычно предложение о браке и о предоставлении взаимного политического убежища (переговоры о возможности убежища в 1569—1570 годы вёл в Лондоне русский посол Андрей Совин). Вероятно, предложение о браке было отклонено королевой, а возможность убежища была обещана лишь на условиях, что царь будет сам себя содержать, что и вызвало резкий характер данного царского послания.
Особо царь отметил в письме:
- наличие на королевских грамотах разных печатей («сколько ни приходило грамот, хотя бы у одной была одинаковая печать! У всех грамот печати разные. Это не соответствует обычаю, принятому у государей, — таким грамотам ни в каких государствах не верят; у каждого государя в государстве должна быть единая печать»);
- о задержании в Нарве английского купца Эдуарда Гудмена, у которого «захватили… многие грамоты, в которых для унижения нашего государева достоинства и нашего государства написаны ложные вести, будто в нашем царстве якобы творятся недостойные дела»;
- неоднократно упоминается о попытках царя узнать от английских послов о деле, которое он передал королеве через Антона Янкина и настоятельные требования прислать его в Москву, чтобы царь лично мог его расспросить об этом («Прислать Антона мы просили потому, что хотели его расспросить, передал ли он тебе те слова, которые мы ему говорили, согласна ли ты на наше предложение и каковы твои намерения»).

В завершении письма царь пишет:

Мы думали, что ты в своем государстве государыня и сама владеешь и заботишься о своей государевой чести и выгодах для государства, — поэтому мы и затеяли с тобой эти переговоры. Но, видно, у тебя, помимо тебя, другие люди владеют, и не только люди, а мужики торговые, и не заботятся о наших государских головах и о чести и о выгодах для страны, а ищут своей торговой прибыли. Ты же пребываешь в своем девическом звании, как всякая простая девица. А тому, кто хотя бы и участвовал в нашем деле, да нам изменил, верить не следовало.
— Послание царя Ивана IV английской королеве Елизавете, 1570 год
Также он отзывает все торговые грамоты, выданные им англичанам.